# Pingasa venusta
Pingasa venusta är en fjärilsart som beskrevs av W. Warren 1894. Pingasa venusta ingår i släktet Pingasa och familjen mätare. Inga underarter finns listade i Catalogue of Life.